# Lluís Mountbatten
Lluís Mountbatten, príncep de Battenberg, comte i vescomte Mountbatten de Birmània, baró Romsey, KG, GCB, OM, GCSI, GCIE, GCVO, DSO, PC (Windsor, 25 de juny de 1900 - Mullaghmore, comtat de Sligo, Irlanda, 27 d'agost de 1979) fou un militar i aristòcrata anglès. Malgrat la poca importància dels títols que ostentà al llarg de la seva vida, exercí una influència enorme a les corts de Londres, Estocolm i Atenes al llarg de les dècades de 1950, 1960 i 1970.

## Biografia
Nascut a Fragmore House al recinte del castell de Windsor el dia 25 de juny de l'any 1900, Lluís era fill de la princesa Victòria de Hessen-Darmstadt i del príncep Lluís de Battenberg. Alhora era net del gran duc Lluís IV de Hessen-Darmstadt i de la princesa Alícia del Regne Unit per part de mare, mentre que per part de pare ho era del príncep Alexandre de Hessen-Darmstadt i de la comtessa polonesa Júlia von Hauke. Tot i que Lluís era besnet de la reina Victòria I del Regne Unit, el matrimoni morganàtic dels seus avis paterns feu que els Battenberg gaudissin d'un limitadíssim prestigi entre els cercles de la reialesa. El mateix títol de Battenberg, acompanyat del migrat tractament d'altesa sereníssima, provenia d'una compensació a Júlia von Hauke i als seus descendents per no haver pogut optar al títol de prínceps de Hessen-Darmstadt.
Educat en el si de la cort britànica, aviat el seu futur fou encaminat a la Marina. El seu pare, el príncep Lluís de Battenberg ja era almirall de la marina britànica. Tot i així, amb la Primera Guerra Mundial moltes de les aspiracions dels Battenberg quedaren truncades. D'una banda, pel seu origen alemany eren mal vistos a la cort de Buckingham, fins al punt que el recel arribà a fer renunciar el príncep Lluís als seus càrrecs a la marina britànica. I de l'altra, l'any 1917 la família Battenberg fou obligada a abandonar el cognom Battenberg i el títol de prínceps per passar a denominar-se Mountbatten i a ostentar el títol de marquesos de Milford-Haven. Aquesta política, també aplicada a la família Teck (parents de la reina Maria de Teck, esposa del rei Jordi V del Regne Unit), s'emmarcà dins d'una onada antigermànica viscuda al Regne Unit durant la Gran Guerra.
Durant aquesta Guerra Lluís, convertir en simple lord, serví a la Marina Britànica i pocs anys després acompanyà al príncep Eduard del Regne Unit a un llarg tour per l'Índia. La profunda amistat establerta entre lord Lluís Mountbatten i el llavors príncep de Gal·les únicament trontollà arran de la crisi que suposà l'abdicació reial de 1936 i el fet que lord Mountbatten es posicionés en contra del rei Eduard VIII del Regne Unit i de la duquessa de Windsor.

### Segona Guerra Mundial
A l'inici de la Segona Guerra Mundial, lord Mountbatten comandà la 5a Flotilla de Destructors de la Royal Navy, encapçalada per l'HMS Kelly. Destacà com un intrèpid i valerós oficial que guanyà gradualment molt de prestigi com a militar. Al maig de 1940 comandà un comboi que evacuà tropes britàniques que havien participat en la Campanya de Namsos (Noruega). El 1940 inventà el Rosa Mountbatten, un pigment de camuflatge naval. El seu vaixell va resultar enfonsat al maig de 1941 durant la batalla de Creta.
Mountbatten era un dels preferits de Winston Churchill (si bé després de 1948 Churchill ja no li parlà mai més, atès que estava notablement enfadat amb el darrer paper de Mountbatten en el procés d'independència de l'Índia i del Pakistan. El 27 d'octubre de 1941 substituí Roger Keyes com a Cap d'Operacions Especials. Comandà el desastrós raid de Dieppe el 19 d'agost de 1942 (que alguns comandants aliats, entre ells el Mariscal Montgomery van qualificar com un error des de l'inici).
A finals de 1942 presentà la proposta Habbakuk. Posteriorment fou traslladat junt amb el seu nebot, el príncep Felip de Grècia, al teatre d'operacions del Pacífic. A l'octubre de 1943, Churchill el nomenà Comandant Suprem Aliat pel Teatre del Sud-est Asiàtic, càrrec que ocuparia fins que la Comandància del Sud-est Asiàtic (South East Asia Command -SEAC) es dissolgué el 1946. Durant aquest període es produí la reconquesta de Birmània als japonesos a càrrec del General William Slim.
La seva tasca amb el General Stilwell i amb el Generalíssim xinès Chiang Kai-shek, líder de les Forces Nacionalistes Xineses va ser tan talentosa com la del General Eisenhower amb Winston Churchill i el Mariscal Montgomery.

### El darrer Virrei
El seu coneixement de la regió i dels seus líders i la confiança del primer ministre laborista, Clement Attlee, feu que l'any 1946 fos nomenat últim Virrei de l'Índia. Durant el seu curt virregnat, la seva funció fou la de garantir una etapa cap a la independència tranquil·la en què es garantís la partició de la colònia en dos estats, l'Índia i el Pakistan, sense que les mans del Regne Unit es veiessin afectades per la inestabilitat que ja amenaçava el país. Mountbatten, des de la seva pròpia posició de príncep, podia entendre i s'arribà a guanyar els prínceps indis que tenien, en realitat, l'autèntic control sobre el país. Mountbatten fou prou hàbil per establir un lligam recíproc de confiança entre ell i els prínceps indis i alhora guanyar-se el suport de les noves classes dirigents del país.
L'any 1948 el Regne Unit abandonava l'Índia, després de més d'un segle de domini absolut del país que arribà a considerar la joia de la Corona i per la qual els reis anglesos aconseguiren el títol d'emperadors de l'Índia des de 1877. Tot i que molt s'ha discutit sobre el paper de Mountbatten i la seva falta de valentia a l'hora d'afrontar a fons el problema real de la partició, sí que se li reconeix el fet d'haver aconseguit una sintonia total amb els prínceps indis i d'haver deslliurat el Regne Unit d'un importantíssim problema.

### Carrera després de l'Índia
Retornat a Londres l'any 1948, se li concedí els títols de comte Mountbatten de Birmània i de baró Romsey, que afegí al vescomtat que ja posseïa des de 1946. Actualment els títols estan en possessió de la seva filla primogènita.
Després de l'Índia, va servir a la Flota de la Mediterrània i a l'Almirallat britànic. Va ser Primer Lord del Mar, un càrrec del qual se sentí molt orgullós, car aprofità per netejar el greuge que havia rebut el seu pare (el Príncep Lluís de Battenberg) quan va veure's obligat a dimitir com a Primer Lord del Mar el 1914 després de ser acusat falsament de simpaties pro-alemanyes.

### Vida familiar
A partir del seu retorn i encara essent a l'Índia lluità i feu costat al seu nebot preferit, el príncep Felip de Grècia, per tal que es convertís en espòs de la reina Elisabet II del Regne Unit. Mountbatten, la princesa Marina de Grècia i la marquesa de Milford-Haven saberen guiar a Felip per tal d'aconseguir el seu objectiu de convertir-se en príncep consort. L'any 1948 assistí a Londres al casament de la parella, ocupant un lloc més que preferencial en el protocol.
A partir de l'arribada a Londres, Mountbatten exercí una enorme influència sobre la reina i la Cort, i esdevingué mentor del príncep de Gal·les, educant-lo tal com és tradició a la casa reial grega dins de la línia pedagògica de Kurt Hahn. També exercí una severa influència sobre la cort d'Estocolm on era reina la seva germana, Lluïsa Mountbatten. Esdevingué un assidu de les festes de la reialesa i alhora es convertí en un brillant organitzador de festes a les quals assistia la plana major de la reialesa a la seva impressionant finca de Broadlands. Mountbatten fou la persona a la qual acudiren les reines Frederica de Hannover i Victòria Eugènia de Battenberg per tal que el protocol posés de costat el rei Joan Carles I d'Espanya i la princesa Sofia de Grècia al casament del duc de Kent on es consolidà el nuviatge entre els dos.
L'any 1922, Lord Lluís havia contret matrimoni amb la multimilionària Lady Edwina Ashley. El matrimoni esdevingué tempestuós i tots dos reconegueren haver mantingut nombroses relacions extramatrimonials, sobretot durant la dècada de 1930. Malgrat tot, el matrimoni continuà junt fins a la mort de lady Edwina l'any 1960 a Borneo per causes desconegudes. Llegendària fou la relació mantinguda entre lady Edwina i el líder indi Jawaharlal Nehru.
La parella tingué dues filles:
- Patrícia Mountbatten, nascuda a Londres el 1924. Es casà el 1947 amb el lord Brabourne, John Knatchbull.

- Pamela Mountbatten, nascuda a Barcelona el 1929. Es casà amb David Nightingale Hicks el 1960.

### Acusacions d'abusos a menors a Irlanda del Nord
El 2022 i el 2025 diversos reportatges a la premsa irlandesa  recolliren testimonis de víctimes de la xarxa d'abusos a menors que operava des del Kincora Boys’ Hostel a l'est de Belfast a la dècada del 1970, que denunciaven la participació de Mountbatten en els abusos, incloent violacions de menors. Les informacions sostenien que el servei secret britànic MI5 hauria encobert la xarxa d'abusos per protegir Mountbatten així com grups lleialistes de l'Ulster implicats. Informes del FBI desclassificats també qualificaven Mountbatten de pedòfil.

### Mort
Lord Mountbatten morí el 27 d'agost de 1979 com a conseqüència d'un artefacte col·locat per l'IRA Provisional al vaixell on pescava llagostes per la badia de Donegal, en revenja pels fets del Diumenge Sagnant. En aquest atemptat també morí un net seu, lord Nicolau Knatchbull; la seva consogra, la baronessa viuda de Brabourne, i un noi de Belfast. L'atemptat commocionà el país i afectà enormement la família reial britànica, que tenia parentiu i una enorme amistat amb els Mountbatten. A més a més, a l'atemptat també resultaren ferits lady Patrícia Mountbatten i el seu marit, i un altre dels seus fills.

L'IRA va emetre un comunicat poc després, dient:
L'IRA reivindica l'execució de Lord Louis Mountbatten. Aquesta operació és una de les formes discriminades de cridar l'atenció del poble anglès sobre l'ocupació contínua del nostre país.(...)

L'exèrcit britànic reconeix que després de deu anys de guerra no ens pot derrotar, però el govern britànic continua amb l'opressió del nostre poble i la tortura dels nostres camarades dels blocs H. Doncs bé, per això els arrencarem el cor sentimental i imperialista. La mort de Mountbatten i els homenatges que se li van retre aviat contrastaran fortament amb l'apatia del govern britànic i del poble anglès davant la mort de més de tres-cents soldats britànics i la mort d'homes, dones i nens irlandesos a mans de les seves forces."
El 5 de setembre de 1979, Mountbatten va rebre un funeral cerimonial a l'Abadia de Westminster, al qual van assistir la reina Elisabet II, la família reial i membres de les cases reials europees i del govern britànic.

## Condecoracions
Cavaller Company del Molt Noble Orde de la Lligacama (3-12-1946)
- Membre del Consell Privat de Sa Majestat (1947)

 Gran Creu de Cavaller de l'Orde del Bany (9-6-1955)
 Orde del Mèrit (15-7-1965)
 Gran Comandant de l'Orde de l'Estrella de l'Índia (24-3-1947)
 Cavaller Gran Comandant de l'Orde de l'Imperi Indi (24-3-1947)
 Gran Creu de Cavaller del Reial Orde Victorià (1937)
 Orde del Servei Distingit (1-1-1941)
 Cavaller del Venerable Orde de Sant Joan de Jerusalem (18-6-1940)
 2 Mencions als Despatxos (9-8-1940; 21-3-1941)
 Medalla Britànica de la Guerra 1914-20
 Medalla de la Victòria 1914-1918
 Estrella de 1939-45
 Estrella de l'Atlàntic
 Estrella d'Àfrica
 Estrella de Birmània
 Estrella d'Itàlia
 Medalla de la Defensa
 Medalla de la Guerra 1939-1945
 Medalla Naval del Servei General
 Medalla de la Coronació del Rei Jordi V 1911
 Medalla del Jubileu de Plata del Rei Jordi V 1935
 Medalla de la Coronació del Rei Jordi VI 1937
 Medalla de la Coronació de la Reina Elisabet II 1953
 Medalla del Jubileu de Plata de la Reina Elisabet II 1977
 Medalla de la Independència de l'Índia
 Gran Creu de l'Orde d'Isabel la Catòlica (Espanya) (1922)
 Oficial de l'orde del Nil (Egipte) (1922)
 Gran Creu de l'Orde de la Corona de Romania (1924)
 Gran Creu de l'orde de l'Estrella de Romania (1937)
 Creu de Guerra (28-4-1942)
 Cap Comandant de la Legió del Mèrit (Estats Units) (1943)
 Gran Cordó Especial del Núvol i la Bandera (Xina) (10-4-1945)
 Medalla del Servei Distingit a l'Exèrcit (Estats Units) (9-10-1945)
 Medalla de la Campanya Asiàticopacífica (Estats Units)
 Gran Creu de la Legió d'Honor (França) (1946)
 Creu de Guerra (França) (1946)
 Gran Creu de la Molt Refulgent Estrella de Nepal (1946)
 Orde de l'Elefant Blanc (Siam) (1946)
 Gran Creu de l'Orde de Jordi I (Grècia) (5-11-1946)
 Gran Creu de l'Orde del Lleó Neerlandès (Països Baixos) (13-1-1948)
 Gran Creu de l'Orde Militar d'Aviz (Portugal) (1951)
 Cavaller de l'orde del Serafí (Suècia) (1952)
Agga Maha Thiri Thudhamma (Birmania) (1956)
 Gran Creu de l'orde de Dannebrog (Dinamarca) (1962)
Gran Creu de l'Orde del Segell de Salomó (Etiòpia) (1965)

## Historial militar
Guardiamarina (15/07/1916)
 Sotstinent (1918)
 Tinent (15/04/1920)
 Tinent Comandant (15/04/1928)
 Tinent Comandant (15/04/1928)
 Comandant (31/12/1932)
 Capità (30/06/1937)
 Comodor 1a classe (1941)
 Contraalmirall (02/01/1946)
 Vicealmirall (en funcions: 18/03/1942-04/10/1943; definitiu: 22/06/1949)
 Almirall (en funcions: 04/10/1943-05/1946 & 1952-1953; definitiu: 27/01/1953
 Almirall de la Flota (22/10/1956; retirat 1956)